# Ave Maria (Flórida)
Ave Maria é uma cidade universitária estadunidense projectada e em desenvolvimento no Condado de Collier, próxima a Immokalee e Naples, na Flórida. É uma comunidade sem personalidade jurídica que foi fundada em 2005 por uma parceria constituída pela Barron Collier Cos, uma grande empresa privada diversificada, e a Ave Maria Foundation, projecto criado pelo filantropo e ativista Tom Monaghan, fundador e proprietário da cadeia de comida rápida Domino's Pizza e, na época, da Universidade Ave Maria.
Um espaço que se estende ao logo de dois mil hectares.
Contém um enorme catedral com um espaço para acolher cerca 1100 peregrinos, a maior universidade católica dos EUA, com mais de 400 hectares e que terá capacidade para cinco mil estudantes além outros elementos característicos de cidades-tipo como os seus numerosos lagos e piscinas, gigantescas instalações de abastecimento hidráulico, campos de ténis, restaurantes, hospital, escola secundária, um jornal local etc.
Conta ainda com um centro comercial, com 12.100 metros quadrados. Ao todo serão comercializadas cerca de 11.000 luxuosas casas (à venda na internet) com preços desde os 200 mil dólares (140 mil euros).